# Reprezentacja Dominikany w baseballu mężczyzn
Reprezentacja Dominikany w baseballu należy do Federación Dominicana de Béisbol, która jest członkiem Confederación Panamericana de Béisbol. Raz zwyciężyła w mistrzostwach świata, na igrzyskach panamerykańskich i w turnieju World Baseball Classic oraz trzykrotnie na igrzyskach Ameryki Środkowej i Karaibów. W rankingu IBAF zajmuje 13. miejsce.

## World Baseball Classic 2013
W turnieju World Baseball Classic reprezentacja Dominikany pokonała w finale Portoryko 3–0 i zdobyła tytuł mistrzowski; MVP zawodów wybrano drugobazowego New York Yankees Robinsona Canó. Powołano 28 zawodników.

## Sukcesy
- World Baseball Classic
  - Mistrz (1): 2013

- Mistrzostwa świata w baseballu mężczyzn
  - Mistrz (1): 1948
  - Wicemistrz (3): 1942, 1950, 1952

- Igrzyska panamerykańskie
  - Mistrz (1): 1955
  - Wicemistrz (1): 1979

- Puchar interkontynentalny
  - 3. miejsce (2): 1981, 2002

- Igrzyska Ameryki Środkowej i Karaibów
  - Mistrz (3): 1962, 1982, 2010